# Endotel
Endotel eller endotelium er det lager af celler, endotelceller, der dækker blodkarrenes inderside.
Pladeepitel har en meget glat overflade - for at mindske gnidningsmodstanden. Tunica intima er det inderste lag i vores blodkar og på denne inderside er enlaget pladeepitel.
Græsk(endon); inde, indenfor, indvendig.
 Denne artikel bør gennemlæses af en person med fagkendskab for at sikre den faglige korrekthed.

| Fysiologi | Spire Denne artikel om fysiologi er en spire som bør udbygges. Du er velkommen til at hjælpe Wikipedia ved at udvide den. |